# Pareuplexia erythriris
Pareuplexia erythriris là một loài bướm đêm trong họ Noctuidae.